# Cedric Schild
Cedric Schild (* 1992) ist ein Schweizer Social-Media-Journalist, Moderator und Comedian.

## Leben
Cedric Schild studierte an der Journalistenschule MAZ in Luzern und machte dort sein Diplom. Als Journalist arbeitet er für das Social-Media-Magazin izzy. Zuvor war er Radiomoderator bei Radio105 und moderierte dort die Morningshow.
Schild, auch bekannt unter dem Namen Supercedi, erregte Aufmerksamkeit, als er im Februar 2018 in einem Telefonscherz einen Angehörigen der Schweizer Armee dazu brachte, ihm als „Major Schild“ vertrauliche Dokumente an eine gefälschte Adresse zu schicken. Dies löste eine öffentliche Debatte aus.
Nationale Bekanntheit erlangte Schild im März 2019 durch ein inszeniertes Telefonat mit dem SVP-Kantonsrats-Kandidaten Stefan Locher. Er gab sich als ahnungsloser Stimmbürger „Herr Plüss“ aus, der sich zum Ausfüllen des Wahlzettels bei Locher informieren wollte. Schild schlug unter seinem Decknamen mehrere gesetzeswidrige Taten vor, wie beispielsweise den Stimmzettel seiner Frau und denjenigen seines Sohnes auszufüllen. Der SVP-Kantonsrat-Kandidat versuchte nicht, ihn daran zu hindern, was die Staatsanwaltschaft Zürich zu Ermittlungen zwang. Das Verfahren wurde wieder eingestellt, da laut Staatsanwaltschaft versuchte Anstiftung zur Wahlfälschung nicht strafbar ist.
2021 gründete Schild gemeinsam mit drei Freunden das Start-up-Unternehmen Vilter AG, welches sich auf die Herstellung, Vermarktung und den Vertrieb von alkoholischen Getränken, insbesondere von sogenannten Hard Seltzer, spezialisiert hatte. In einem am 21. Oktober 2024 erschienenen Podcast von «SRF Focus» gab Schild die Liquidation der Firma bekannt, die wenige Tage zuvor erfolgt sei. Laut Schild seien der gescheiterte Einstieg bei Grossverteilern sowie fehlende Energie und Zeit für das Geschäft die Gründe für die Liquidation gewesen.
Sein Schauspieldebüt gab Schild als Patrick (Smetterling) in der Schweizer Fernsehserie «Tschugger».

## Auszeichnungen
- 2018: Swiss Comedy Award in der Kategorie „Online“[11]
- 2019: Ringier Schweiz Award in der Kategorie „Storyteller“